# Syria na Mistrzostwach Świata w Lekkoatletyce 2009
Syria na Mistrzostwach Świata w Lekkoatletyce 2009 – reprezentacja Syrii podczas czempionatu w Berlinie liczyła 2 zawodników.

## Występy reprezentantów Syrii

### Mężczyźni
- Skok wzwyż
  - Majed El Dein Ghazal z wynikiem 2,15 zajął 28. miejsce w eliminacjach i nie wywalczył awansu do finału

### Kobiety
- Bieg na 200 m
  - Mounira Al-Saleh nie ukończyła swojego biegu eliminacyjnego